# 新塞勒姆 (堪薩斯州)
新塞勒姆（New Salem）為美國堪薩斯州考利縣的一座非建制地區。海拔高度380公尺（1,247英尺），聯邦資料處理標準代碼為20-50425，地名資訊系統編號為469917。

## 歷史
此社區的郵政局於1872年3月6日開設，期間持續營運直到1972年7月27日裁撤。